# Tourisme en Dordogne

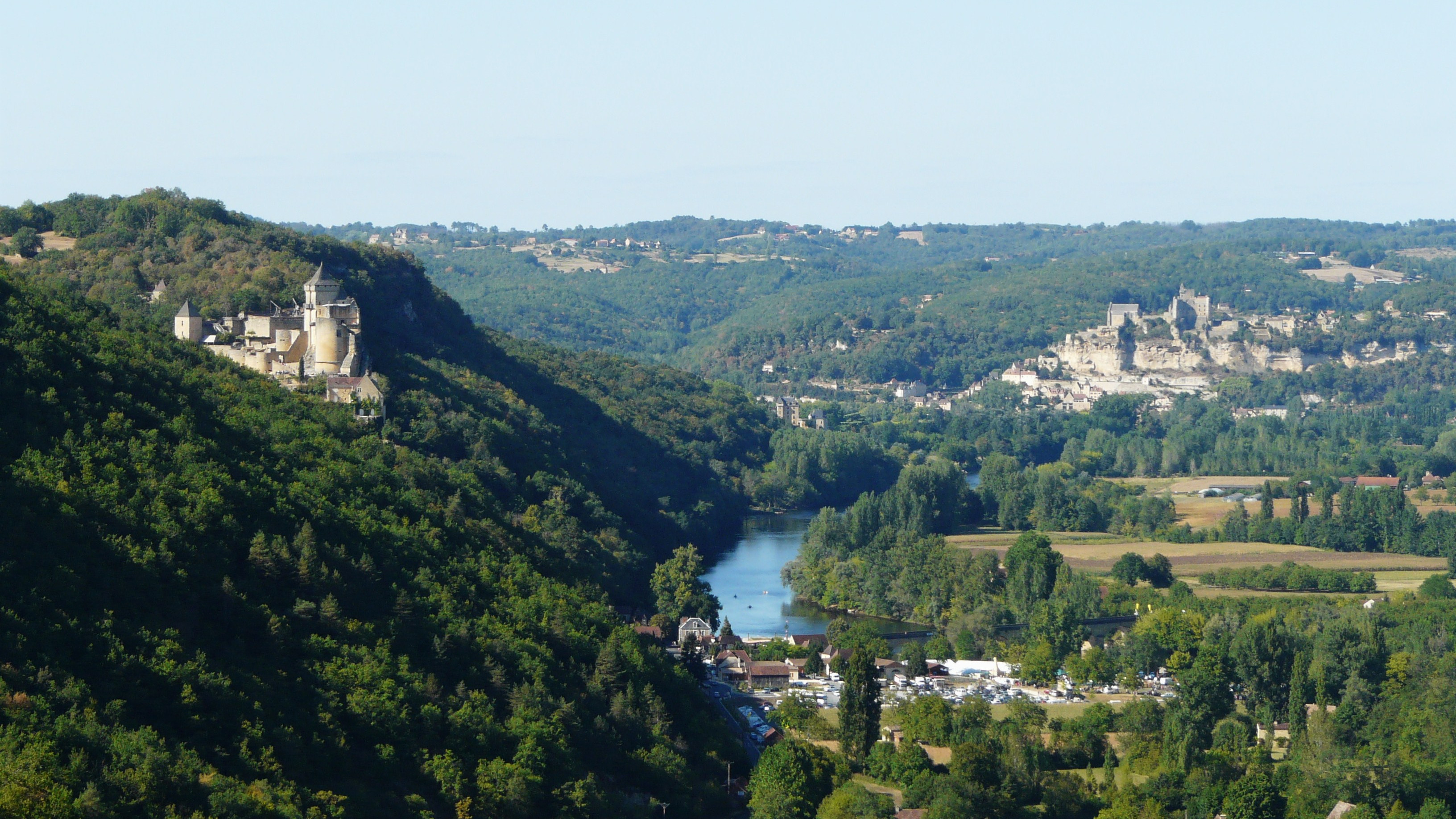
Les châteaux de Castelnaud et de Beynac en vallée de la Dordogne.

Cet article traite des principaux aspects du tourisme en Dordogne, un département du Sud-Ouest de la France.
En Dordogne, on trouve des bastides, notamment à Monpazier, Villefranche-du-Périgord, Domme et ses remparts, Eymet et son château, et Saint-Aulaye, unique bastide du Pays Périgord vert.
La vallée de la Vézère et son bassin versant abritent la plus grosse densité de sites préhistoriques tels que l'abri Pataud, La Micoque, les sites de Laugerie-Haute et Laugerie-Basse, les abris du Moustier, de Cap Blanc et le célèbre abri de Cro-Magnon, et de grottes ornées paléolithiques telles que la célèbre grotte de Lascaux à Montignac-Lascaux, les grottes de Combarelles et de Font-de-Gaume aux Eyzies-de-Tayac et celle de Rouffignac.
Les villes fameuses de Sarlat, Bergerac, Nontron et sa mascarade des Soufflaculs, son jardin des arts, son Pôle des Métiers d'Arts, sa coutellerie « Le Périgord », Périgueux et ses ruines gallo-romaines, sa ville médiévale (MH et PSMV).
Le parc du Bournat, l'abbaye de Brantôme (XIe siècle), le parc archéologique de Beynac.

## Généralités
Après Paris, la Dordogne est la destination touristique française hors littoral la plus prisée (dix-huit millions de nuitées et trois millions de touristes par an), faisant du tourisme le secteur économique principal du département, avec 20 % du produit intérieur brut de la Dordogne[réf. à confirmer].

## Lieux les plus visités de la Dordogne
En 2018, d'après le Comité départemental de tourisme de la Dordogne, les sites les plus visités du département sont Lascaux 4 avec 372 000 visiteurs, le château de Castelnaud (220 000), les jardins de Marqueyssac (202 000), la Roque Saint-Christophe (153 000), l'Aquarium du Périgord noir (145 000), le château de Beynac (140 000), le gouffre de Proumeyssac (131 000), le parc du Bournat (123 000), le château des Milandes (112 000) et le parc préhistorique et animalier du Thot (98 000).
En 2008, selon l'Observatoire national du tourisme, la ville de Sarlat était le 50e site français le plus visité avec 1 000 000 de visiteurs.

## Châteaux et demeures de la Dordogne
Il y aurait plus de 1 000 châteaux en Dordogne[réf. nécessaire] ; parmi les plus connus : château de Beynac, château de Biron, château de Bourdeilles, château de Castelnaud, château de Commarque, château de Hautefort, château de l'Herm, château de Jumilhac, château de Losse, château de Mareuil, château des Milandes, château de Monbazillac, château de Montfort, château de Puymartin.

## Les Plus Beaux Villages de France
Sur les 172 sites de l'association Les Plus Beaux Villages de France en 2023, dix se trouvent en Dordogne, situant le département en première place ex-æquo avec l'Aveyron : 
- Belvès,
- Beynac-et-Cazenac,
- Castelnaud-la-Chapelle,
- Domme,
- Limeuil,
- Monpazier,
- La Roque-Gageac,
- Saint-Amand-de-Coly,
- Saint-Jean-de-Côle,
- Saint-Léon-sur-Vézère.

Outre les bastides de Domme et Monpazier citées ci-dessus, il en existe d'autres remarquables à Beaumont-du-Périgord, Eymet, Saint-Aulaye et Villefranche-du-Périgord.

## Parc naturel régional Périgord-Limousin
- Créé le 9 mars 1998, le parc naturel régional Périgord-Limousin s'étendait sur cinq anciens cantons de la Dordogne (cantons de Bussière-Badil, Jumilhac-le-Grand, Mareuil (sauf la commune des Graulges), Nontron et Saint-Pardoux-la-Rivière), ainsi que sur cinq anciens cantons de la Haute-Vienne.

## Forêts de la Dordogne
Deux importantes forêts, essentiellement privées, sont situées de part et d'autre de l'Isle : la forêt de la Double, sur 500 km2, au nord, en rive droite, et la forêt du Landais en rive gauche, au sud.

## Sites Natura 2000 de la Dordogne
- Dordogne (cours d'eau)
- Coteaux calcaires de la vallée de la Dordogne
- Vézère
- Coteaux calcaires de la vallée de la Vézère
- Réseau hydrographique de la Haute Dronne
- Coteaux de la Dronne
- Vallée de la Nizonne
- Vallées des Beunes
- Vallées de la Double
- Vallon de la Sandonie
- Plateau d'Argentine
- Azerat, Grottes d'Azerat
- Brantôme, Vallée de la Dronne de Brantôme à sa confluence avec l'Isle
- Excideuil, Tunnel d'Excideuil
- Borrèze, Coteaux calcaires de Borrèze
- Daglan, Coteaux calcaires du causse de Daglan et de la vallée du Céou
- Lanquais, Carrière de Lanquais - Les Roques
- Périgueux, Vallée de l'Isle de Périgueux à sa confluence avec la Dordogne
- Proissans, Sainte-Nathalène, Saint-Vincent-le-Paluel, Coteaux calcaires de Proissans, Sainte-Nathalène et Saint-Vincent-le-Paluel
- Saint-Amand-de-Coly, Tunnel de Saint-Amand-de-Coly
- Saint-Sulpice-d'Eymet, Grotte de Saint-Sulpice-d'Eymet

## Sites naturels remarquables
- Audrix : le gouffre de Proumeyssac.
- Antonne-et-Trigonant :
  - le site de Lanmary au nord et au nord-est, sur près de la moitié de la commune, Site naturel classé depuis 1979[5].
  - les rochers à cupules de Borie-Belet et le coteau du « Roi des Chauzes » dans une petite zone de la forêt de Lanmary, site naturel classé depuis 1932[6].
- Le Bugue : la grotte de Bara-Bahau.
- Le Buisson-de-Cadouin : les grottes de Maxange découvertes en 2000 elles font partie de la liste des sites naturels classés depuis 2013.
- Domme : les grottes naturelles à concrétions.
- Les Eyzies : l'abri de Cro-Magnon, l'abri Pataud, l'abri du Poisson, les abris de Laugerie-Basse et de Laugerie-Haute, la grotte du Grand Roc, la grotte du Sorcier, les grottes du Roc de Cazelle, les grottes de Font-de-Gaume et les Combarelles classées au patrimoine mondial de l'Unesco.
- Limeuil : Le cingle de Limeuil quant à lui est un site naturel classé depuis 1985.
- Marquay : l'abri de Cap Blanc.
- Montignac-Lascaux : la grotte de Lascaux classée au patrimoine mondial de l'Unesco.
- Rouffignac-Saint-Cernin-de-Reilhac, la grotte de Rouffignac.
- Saint-Estèphe : le Grand étang de Saint-Estèphe, le Roc Branlant, le Chapelet du Diable, l'étang des Cygnes, site naturel classé en 1934.
- Sainte-Eulalie-d'Ans : 
  - Le site du moulin sur l'Auvézère, en amont du bourg de Sainte-Eulalie-d'Ans, est classé depuis 1976 [7],[8].
  - Le site du bourg, sur plus de 10 hectares, est inscrit depuis 1975[9],[10].
- Sergeac : les abris de Castel Merle.
- Trémolat : Le cingle de Trémolat site naturel classé en 1985.
- Villars : la grotte de Villars, découverte en 1953, comporte des concrétions et des peintures préhistoriques.
- Vitrac : le cingle de Montfort.

## Jardins remarquables
- Carsac-Aillac : jardins d’eau de Saint-Rome.
- Domme : parc et jardin de buis du château de Caudon.
- Eymet : parc et potager du château de Pouthet.
- Florimont-Gaumier : jardin de la Daille.
- Hautefort : parc et jardin du château.
- Issac : jardins du château de Montréal.
- Le Buisson-de-Cadouin : jardin de Planbuisson.
- Paunat : jardins de la chartreuse du Colombier.
- Saint-Cybranet : jardins de l'Albarède.
- Saint-Germain-de-Belvès : jardin de Conty.
- Saint-Médard-d'Excideuil : jardin d’Hélys-œuvre.
- Salignac-Eyvigues : jardins du manoir d'Eyrignac.
- Terrasson-Lavilledieu : jardins de l'Imaginaire.
- Thonac : jardins du château de Losse.
- Urval : jardins du château de la Bourlie.
- Vélines : jardins de Sardy.
- Vézac : jardins de Marqueyssac.

## Arbres remarquables
Parmi les 319 arbres remarquables de France labellisés au 1er juin 2012, trois se trouvent en Dordogne :
- à Bertric-Burée, un if qui mesure neuf mètres de circonférence, et qui serait vieux de 800 ans, a reçu le label « arbre remarquable de France » en janvier 2002[11] ;
- à Bourniquel, le cèdre de l'Atlas planté au XVIIIe siècle au château de Cardoux a reçu le label « arbre remarquable de France » en juin 2001[11] ;
- à Marsalès, le grand chêne de la Bigotie, a reçu le label « arbre remarquable de France » en août 2010[11].

## Voies vertes et véloroutes
- Promenade Périgord - Quercy, ancienne voie ferrée, 26 km d'enrobé lisse de Sarlat-la-Canéda à Cazoulès[12].
- Voie Verte de Saint-Pardoux-la-Rivière à Thiviers, ancienne voie ferrée, 17 km stabilisés de Thiviers à Saint-Pardoux-la-Rivière. Elle se prolonge par une véloroute jusqu'à l'Île d'Aix, soit au total un parcours de 290 km, en partie sur route et en partie sur chemins pour VTT[12].
- Voie Verte du canal de Lalinde, chemin de halage, 9 km stabilisés le long du canal Mouleydier à Lalinde.
- Voie Verte des Berges de l'Isle, ancien sentier, 15 km enrobé lisse de Trélissac à Marsac-sur-l'Isle.
- Véloroute voie verte de la Vallée de l'Isle, entre Annesse-et-Beaulieu et Le Pizou, 86 km de route et de chemins[12].

## Sentiers de grande randonnée
- GR 4 : entre Royan (Charente-Maritime) et Grasse (Alpes-Maritimes), le GR 4 fait une brève incursion dans le nord de la Dordogne, en provenance de Montbron en Charente, passant par Bussière-Badil, Piégut-Pluviers, Augignac et Abjat-sur-Bandiat, et continuant en Haute-Vienne dans le parc naturel régional Périgord-Limousin.
- GR 6 : partant de Sainte-Foy-la-Grande, commune de la Gironde limitrophe de la Dordogne, pour relier Saint-Paul-sur-Ubaye dans les Alpes-de-Haute-Provence, le GR 6 passe notamment par Saussignac, Gageac-et-Rouillac, Monbazillac et son château, Lanquais, Couze-et-Saint-Front, traverse la bastide de Lalinde, continue par Mauzac, Trémolat, Limeuil, Le Bugue, Les Eyzies-de-Tayac-Sireuil, Sarlat-la-Canéda et Carlux, et continue vers Souillac, dans le Lot.
- GR 36 : reliant la Manche à la Méditerranée, le GR 36 entre en Dordogne, à La Rochebeaucourt, continue par Mareuil, Léguillac-de-Cercles, Brantôme, Bourdeilles et son château, Périgueux, Champcevinel, le château des Bories, Le Change, les ruines du château de l'Herm, Fanlac, la vallée de la Vézère au sud de Montignac-Lascaux (Saint-Léon-sur-Vézère, Peyzac-le-Moustier, Les Eyzies-de-Tayac-Sireuil), Saint-Cyprien, Allas-les-Mines, Belvès, Saint-Avit-Rivière, Montferrand-du-Périgord, Monpazier et Biron avant de continuer vers Lacapelle-Biron, en Lot-et-Garonne.
- GR 64 : depuis Rocamadour dans le Lot jusqu'aux Eyzies-de-Tayac-Sireuil, le GR 64 est un barreau de près de 90 kilomètres[13] reliant deux autres sentiers de grande randonnée : le GR 6 et le GR 36, en passant par Domme, Cénac-et-Saint-Julien, Castelnaud-la-Chapelle et Saint-Cyprien.
- GR 461 : depuis Montignac-Lascaux jusqu'à Terrasson-Lavilledieu, le GR 461 passe par Saint-Amand-de-Coly et Coly.
- GR 654 : reliant Namur en Belgique au Sud-Ouest de la France à Montréal-du-Gers dans le Gers, le GR 654 entre en Dordogne par le parc naturel régional Périgord-Limousin, traverse Saint-Saud-Lacoussière, Saint-Jean-de-Côle, Champagnac-de-Belair, Brantôme, Chancelade, puis se divise en deux branches est (GR 654 E) et ouest (GR 654 O). Le GR 654 E continue vers Saint-Astier, Grignols, Villamblard, Maurens, Bergerac, Monbazillac et son château, le château de Bridoire, Mandacou, et poursuit en Lot-et-Garonne vers Castillonnès. Le GR 654 O continue vers Douzillac, Saint-Laurent-des-Hommes et Port-Sainte-Foy-et-Ponchapt, poursuivant son parcours en Gironde par Sainte-Foy-la-Grande.

## Sites d'escalades
- Bayac.
- Bourdeilles, La forge du Diable.
- Campagne.
- Carsac-Aillac, Cingle de Monfort, Saint-Rome.
- Castelnaud-la-Chapelle, Falaises du Conte ou du Céou.
- Domme, Caudon.
- Excideuil, Le Château, la Roche Enchantée.
- Grand-Brassac, Le Moulin de Rochereuil.
- Jumilhac-le-Grand.
- Le Change.
- Paussac-et-Saint-Vivien, Le Breuil, la Forge du Boulou, la Tabaterie.
- Sainte-Mondane.

## Édifices religieux
- Beaumont-du-Périgord, église Saint-Laurent-Saint-Front.
- Brantôme, Abbaye Saint-Pierre de Brantôme, bénédictine, fondée en 769.
- Cadouin, église, abbaye et cloître, site UNESCO.
- Cénac, église romane.
- Chancelade, Abbaye Notre-Dame de Chancelade.
- Grand-Brassac, église-forteresse Saint-Pierre-Saint-Paul.
- Le Buisson-de-Cadouin, Abbaye de Cadouin, cistercienne, abritant un pseudo-Saint-Suaire.
- Ligueux, Abbaye Notre-Dame de Ligueux, bénédictine.
- Limeuil, église et chapelle Saint-Martin.
- Mareuil-sur-Belle, église de Saint-Pardoux-de-Mareuil.
- Montferrand-du-Périgord, église Saint-Christophe.
- Périgueux, cathédrale Saint-Front, site UNESCO, église Saint-Étienne-de-la-Cité.
- Saint-Amand-de-Coly, Abbaye de Saint-Amand-de-Coly, augustinienne.
- Saint-Avit-Sénieur, église abbatiale Saint-Avit-Sénieur et vestiges de l'abbaye, site UNESCO.
- Saint-Cyprien, Abbaye de Saint-Cyprien.
- Saint-Jean-de-Côle, église Saint-Jean-Baptiste.
- Saint-Léon-sur-Vézère, église.
- Saint-Méard-de-Dronne, église de Saint-Méard.
- Sarlat, cathédrale Saint-Sacerdos, ancienne église Sainte-Marie.
- Paunat, Abbaye Saint-Martial.
- Villars, Abbaye de Boschaud.

## Lanternes des morts
- Atur : de forme cylindrique, dans le bourg à l'emplacement de l'ancien cimetière, classée monument historique le 21 mai 1932
- Cherveix-Cubas : dans le cimetière de Cubas, classée monument historique le 9 décembre 1939
- Corgnac-sur-l'Isle : sur une maison d'habitation
- Nontron : ?
- Saint-Sulpice-d'Excideuil : sur une maison d'habitation
- Sarlat-la-Canéda : XIIe siècle, chapelle sépulcrale classée monument historique le 22 novembre 1981
- Lanternes disparues : Dalon, Saint-Nexans.

## Ponts médiévaux
- Bergerac, sur la Dordogne, première citation 1209.
- Bigaroque, sur la Dordogne, première citation 1243.
- Bourdeilles, vieux pont sur la Dronne.
- Brantôme, sur la Dronne.
  - pont du Monastère, première citation 1474 ;
  - pont coudé du XVIe siècle, classé au titre des monuments historiques en 1912[14].
- Eymet, sur le Dropt, pont médiéval du Bretou, inscrit au titre des monuments historiques depuis 1995[15].
- Jumilhac-le-Grand, sur l'Isle, pont de la Tour du XIVe siècle, classé au titre des monuments historiques en 1984[16].
- Le Bugue, sur la Vézère, première citation 1463.
- Lalinde, sur la Dordogne, première citation 1289.
- Lisle, sur la Dronne, Isle-en-Périgord, première citation 1309.
- Montignac, sur la Vézère, première citation XIe siècle.
- Montpon-Ménestérol, sur l'Isle :
  - première citation 1376 ;
  - pont de Montignac-le-Petit, première citation 1281.
- Périgueux, sur l'Isle, « pont de pierre », première citation 1206, devenu pont des Clarisses (1331-1332), puis pont Saint-Hilaire (première citation 1363), puis pont Japhet (XIVe siècle)[17] ;
- Saint-Astier, sur l'Isle, première citation 1293.
- Terrasson, sur la Vézère, Vieux Pont, première citation 1233, classé au titre des monuments historiques en 1904[18].
- Tocane-Saint-Apre, sur la Dronne, pont de Pardutz, première citation 1150.
- Villefranche-de-Belvès, première citation 1357.

## Musées
- Bergerac, ville d'art et d'histoire :
  - Mémorial de la Résistance.
  - Musée Donation Costi.
  - Musée du tabac.
  - Musée du vin et de la batellerie.
- Brantôme : Musée Fernand-Desmoulin.
- Cendrieux : Musée Napoléon au château de la Pommerie.
- Fleurac : Musée auto du château de Fleurac.
- Groléjac : Insectorama.
- Hautefort : Musée d'histoire des sciences médicales.
- La Cassagne : Grange aux dîmes : lithographies, dessins et affiches de Sem.
- Lanouaille : Maison de la pomme d'or.
- Le Bugue : Musée de la vie sauvage-Musée de paléontologie.
- Les Eyzies-de-Tayac-Sireuil : Musée national de Préhistoire.
- Mussidan : Musée des arts et traditions populaires du Périgord.
- Périgueux, ville d'art et d'histoire : Musée gallo-romain Vesunna, Musée d'art et d'archéologie du Périgord, Musée militaire du Périgord.
- Saint-André-d'Allas : Cabanes du Breuil.
- Saint-Pardoux-la-Rivière : Musée de la carte postale en Périgord de 1898 à 1920.
- Saint-Privat-des-Prés : Musée de l'outil et de la vie au village, Musée des maquettes.
- Sainte-Nathalène : Moulin de la Tour.
- Sarlat, ville d'art et d'histoire : Musée automobile, Gorodka à La Canéda.
- Terrasson-Lavilledieu : Musée chocolats et merveilles.
- Thiviers : Musée du foie gras.
- Varaignes : Atelier-musée des tisserands et de la charentaise du Haut-Périgord limousin.

## Écomusées
- Castelnaud-la-Chapelle, écomusée de la Noix du Périgord.
- Couze-et-Saint-Front : écomusée du Papier au moulin de la Rouzique.
- Le Bugue : parc du Bournat, un parc de loisirs de huit hectares sur le thème des années 1900[19].
- Saint-Aulaye : écomusée du Cognac, du Pineau et du Vin.
- Sorges, écomusée de la Truffe.
- Vendoire : écomusée de la Tourbe.
- Villefranche-du-Périgord : maison du Châtaignier, des Marrons et des Champignons.

## Parc de loisirs
- « Jacquou parc » à Saint-Félix-de-Reillac-et-Mortemart (angle routes départementales 710 et 32).

## Parc zoologique
- Calviac-en-Périgord, Réserve zoologique de Calviac

## Chemin de fer touristique
- Autorail Espérance de Bergerac à Sarlat 69 km (voie normale).

## Tourisme gastronomique

### Denrées régionales
- la truffe du Périgord, les cèpes, les morilles, la mara des bois, la gariguette et la fraise précoce du Périgord, les pommes, les kiwis, la noix du Périgord, la châtaigne du Périgord limousin,

### Plats régionaux
- Soupes : le tourin.
- Viandes : l'agneau du Périgord, les pieds de cochon farcis aux cèpes, le pâté truffé, le cassoulet du Périgord, la sauce Périgueux en accompagnement de viandes blanches ou rouges.
- Volailles : le foie gras du Périgord d'oie et de canard, les magrets, gésiers, aiguillettes, grattons, fritons, rillettes, pâtés, cous farcis, saucisses sèches, coucounettes et confits de canard ou d'oie, le pâté de foie d'oie truffé, le foie gras aux morilles, le cou d'oie aux lentilles, le confit d'oie aux pommes sarladaises, le poulet fermier du Périgord sauce rouilleuse, le coq fermier au vin de Bergerac, la poularde en estouffade, les confits de dinde.
- Poissons : brochet aux lardons, carpe au confit.
- Œufs : omelette aux cèpes, aux morilles, à la truffe.
- Légumes : les pommes de terre sarladaises.
- Pâtisserie et autres : le gâteau aux noix, le croquant du Périgord, la tarte aux noix, aux pommes et aux fruits des bois, les arlequins de Carlux, les nogailloux du Périgord, la mique périgourdine, les fruits fourrés au foie gras, les coucounettes de fruits.

### Fromages
- Échourgnac : le Trappe Échourgnac est un fromage français, fabriqué en l'abbaye d'Échourgnac depuis 1868 ; sa variante aux noix est issue d'un monastère précédemment d'obédience « trappiste ».

### Vins
- Vins blancs secs : le bergerac, le montravel et le périgord.
- Vin blanc liquoreux : le monbazillac.
- Vins blancs moelleux : le côtes-de-montravel, le haut-montravel, la rosette et le saussignac.
- Vins rosés : le bergerac et le périgord.
- Vins rouges : le bergerac, le montravel, le pécharmant et le périgord.
- Vins de noix.

### Bières
- Blis-et-Born, Brasserie La Margoutie : La Margoutie Ambrée, 5,0 %, La Margoutie Blanche, 5,0 %, La Margoutie Blonde, 5,0 %, La Margoutie Brune, 5,0 %, La Margoutie Stout, 5,0 %.
- Le Bugue, Brasserie Le Clandestin : Le Clandestin Blonde, 5,0 %, Le Clandestin Ambrée, 5,0 %, Bière a la Framboise, Bière des faucheurs .
- Limeuil, Brasserie La Lutine : Lutine Ambrée, 5,5 %, Lutine Blanche, 5,0 %, Lutine Blonde, 6,5 %, Lutine Brune, 7,5 %, Lutine de Noël, brune 8,5 %.
- Sarlande, Brasserie de Laubicherie (Ferme) : Bière aux Chataignes, blonde 5,5 %, Bière de Ferme Blonde, 5,5 %, Bière de Ferme Brune, 6,0 %, Bière aux Noix, 6,0 %, Bière aux Truffes, 5,5 %.
- Villefranche-de-Lonchat, Brasserie du Canardou : Félibrée, blonde 5,0 %, Korlène, rousse 5,6 %, La Dame Blanche, blanche 4,0 %, A l'Aven, chanvrée 5,0 %, La Nonette, brune Triple Grain 6,0 %, Bièra Amb Noses, aux Noix 4,8 %, Bièra Amb Castanha, aux Chataignes 4,8 %, Bière de Noël, 5,6 %.